# Culicoides meijerei
Culicoides meijerei är en tvåvingeart som beskrevs av Jean-Jacques Kieffer 1919. Culicoides meijerei ingår i släktet Culicoides och familjen svidknott. Inga underarter finns listade i Catalogue of Life.